# راب هالفورد
راب هالفورد (به انگلیسی: Rob Halford) (زادهٔ ۲۵ اوت ۱۹۵۱) خواننده و آهنگ‌ساز انگلیسی است.
او با پهنه صدای چهار اکتاوی، جیغ‌های خارق‌العاده و شیوه خواندن منحصربه‌فردش یکی از بهترین خواننده‌های هوی متال و از اسطوره‌های موسیقی راک و متال به‌شمار می‌رود. به راب هالفورد لقب خداوند متال داده‌اند.
وی که بیشتر به عنوان یکی از اعضای جوداس پریست شناخته می‌شود، خواننده گروه‌های فایت، تو و هالفورد نیز هست.